# Боме, Антуан
Антуа́н Боме́ (фр. Antoine Baumé; 26 февраля 1728 — 15 октября 1804) — французский химик и аптекарь.

## Биография
Антуан Боме родился 26 февраля 1728 года в городе Санлисе на севере Франции. Был учеником Клода Жозефа Жоффруа. Сделавшись аптекарем, посвятил себя изучению химии и в 1752 году занял кафедру этой науки в Collège de pharmacie. Вместе с тем он открыл фабрику химических продуктов, благодаря чему нажил хорошее состояние, так что в 1780 году прекратил свои дела, чтобы вполне отдаться научным трудам. Но Великая французская революция лишила его всего имущества, и ради пропитания он принуждён был опять открыть химическую лабораторию.
С 1783 года он состоял членом Академии наук (член-корреспондент с 1778 года). Техническая химия обязана ему многими полезными открытиями. Ареометр для измерения плотности жидкостей и шкала для него, изобретённые Боме в 1768 году и носящие его имя, употреблялись ещё на рубеже XIX—XX веков. Его работы были посвящены белению сырого шёлка, крашению, позолоте, очистке селитры, производству фарфора и другим вопросам. В 1770 году организовал производство нашатыря. Придерживался теории флогистона.
Антуан Боме умер 15 октября 1804 года в Париже.

## Библиография

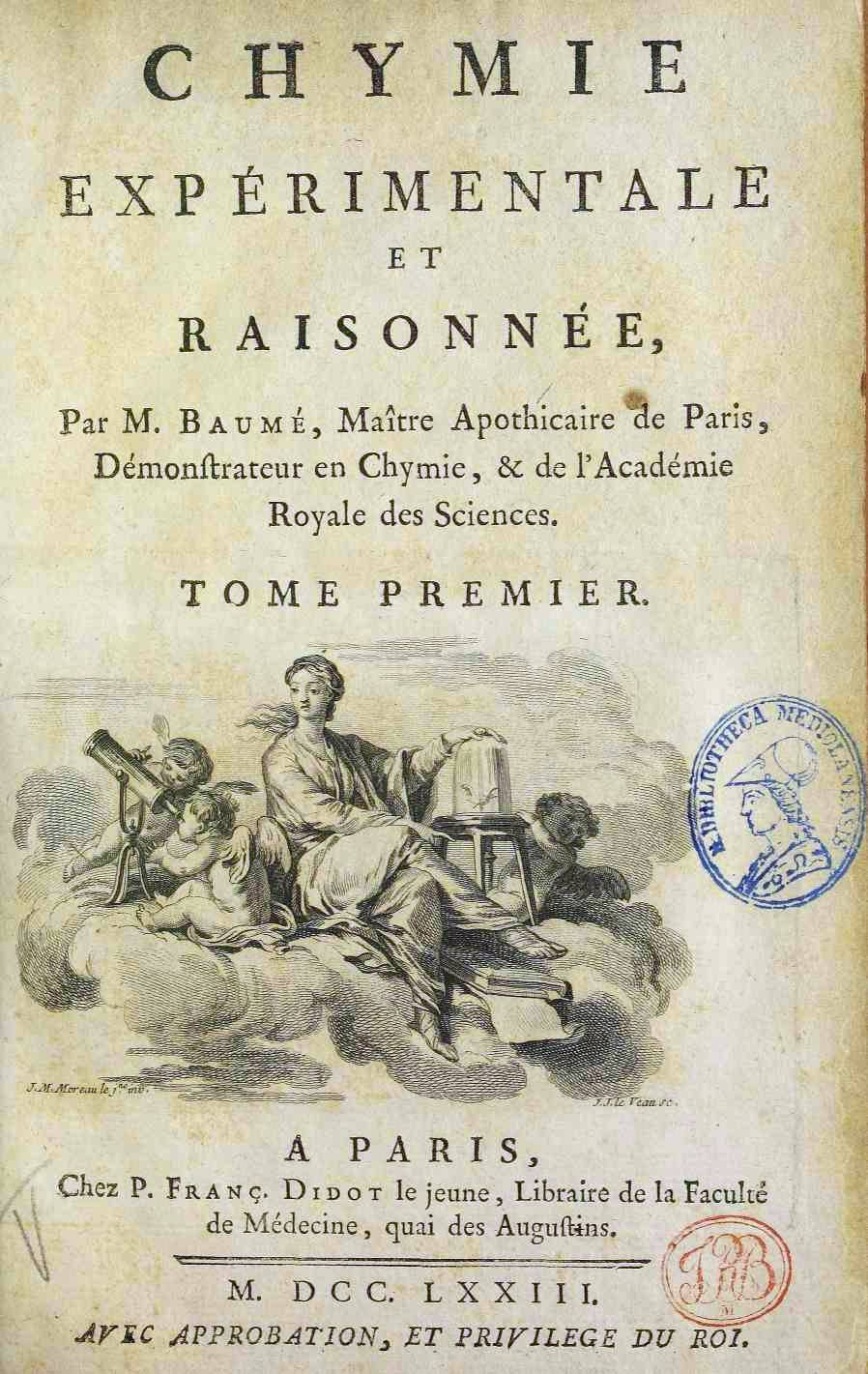
Chymie expérimentale et raisonnée, vol. 1, 1773